# The Goodwin Games
The Goodwin Games is een Amerikaanse komedieserie die van mei tot juli 2013 door Fox Broadcasting Company (FOX) werd uitgezonden. Carter Bays en Craig Thomas (bekend van hun werk voor How I Met Your Mother) bedachten de serie samen met Chris Harris. FOX maakte aanvankelijk bekend dat er dertien afleveringen zouden worden uitgezonden, maar uiteindelijk werden er zeven afleveringen van The Goodwin Games besteld en uitgezonden.

## Verhaal
Benjamin Goodwin (gespeeld door Beau Bridges) is overleden. Hij had in zijn testament opgenomen dat hij tientallen miljoenen zal nalaten aan zijn inmiddels volwassen geworden kinderen, Chloe (Becki Newton), Henry (Scott Foley) en Jimmy (T.J. Miller), op voorwaarde dat ze een aantal door hem bedachte raadsels oplossen. Zijn advocate, April Cho (Melissa Tang), laat de drie nazaten videoboodschappen zien waarin Benjamin hen instructies geeft. Als ze er niet in slagen om deze instructies op te volgen, gaat telkens een deel van de erfenis naar een onbekende genaamd Elijah (Jerrod Carmichael).

## Rolverdeling
- Becki Newton als Chloe Goodwin
- Scott Foley als Henry Goodwin
- T.J. Miller als Jimmy Goodwin
- Kat Foster als Lucinda Hobbes
- Melissa Tang als April Cho
- Beau Bridges als Benjamin Goodwin
- Jerrod Carmichael als Elijah